# Віделкі (Свентокшиське воєводство)
Віделкі (пол. Widełki) — село в Польщі, у гміні Далешиці Келецького повіту Свентокшиського воєводства.
Населення — 380 осіб (2011).
У 1975-1998 роках село належало до Келецького воєводства.

## Демографія
Демографічна структура на день 31 березня 2011 року:
|          | Загалом | Допрацездатний вік | Працездатний вік | Постпрацездатний вік |
| -------- | ------- | ------------------ | ---------------- | -------------------- |
| Чоловіки | 213     | 53                 | 143              | 17                   |
| Жінки    | 167     | 33                 | 101              | 33                   |
| Разом    | 380     | 86                 | 244              | 50                   |